# Marie Amálie Brazilská
Marie Amélie Portugalská (1. prosince 1831, Paříž – 4. února 1853, Funchal, Madeira), portugalsky: Maria Amélia Augusta Eugênia Josefina Luísa Teodolinda Heloísa Francisca Xavier de Paula Micaela Gabriela Rafaela Gonzaga de Bragança, byla princeznou z Braganzy a snoubenkou arcivévody Maxmiliána, který se později stal mexickým císařem.

## Původ
Narodila se z druhého manželství brazilského císaře Pedra I. s princeznou Amélií z Leuchtenberku. Matka byla vnučkou bavorského krále Maxmiliána I., jehož dcera Augusta Amálie se v roce 1806 provdala za pozdějšího prvního vévodu z Leuchtenberku a nevlastního syna francouzského císaře Napoleona I., Evžena de Bauhernais.
Otec Pedro, bývalý portugalský král a brazilský císař, přesídlil po abdikaci v roce 1831 do Francie. Přijal titul vévody z Braganzy a portugalského regenta za dceru Marii II.

## Život
Byla jedinou dcerou Petra I. Brazilského a jeho druhé manželky Dony Amélie.
Po narození pobývala Marie Amálie s matkou a polorodými sestrami (bývalou královnou Marií Glorií a Isabelou Marií) v Paříži a po opětovném nástupu Marie na portugalský trůn přesídlily do Lisabonu. Po otcově smrti v roce 1833 žila s matkou v bavorském Seeonu poblíž Chiemsee. V roce 1850 se přestěhovaly do portugalského Lisabonu, kde se seznámila s bratrem rakouského císaře Františka Josefa I., Maxmiliánem. I když se oba mladí lidé zamilovali a císař dal svůj souhlas k sňatku, svatba se nikdy neuskutečnila. Marie Amálie před svatbou podlehla plicní tuberkulóze. Zemřela v jednadvaceti letech na ostrově Madeira.
Marie Amálie draze milovala svého otce stejně tak jako on ji. Na smrtelné posteli řekl: "Neustále říkejte tomuto dítěti, že její otec ji tak velice miloval... ať na mě nezapomene ...vždycky poslouchej svou matku, to jsou má poslední přání." V časném odpoledni onoho dne (24. září 1834) Petr zemřel.
Marie Amálie se hodně učila a její motivací byl prý její zesnulý otec, často se tázala: "A byl by můj otec, který se na mě teď dívá z nebe, spokojený se svou dcerou?"
Nikdy nebyla schopna zcela překonat trauma z jeho smrti, která se jí hluboce dotkla. O jejích citech vypovídá dopis napsaný 27. srpna 1851:
"Byla jsem v královském paláci v Queluzu... po smrti mého otce jsem nikdy jsem tento palác neviděla znovu. Nic si z toho nepamatuji, absolutně nic s výjimkou místnosti, kde můj otec zemřel!... Tam si pamatuji všechno! Každá věc se obtiskla do mé paměti, přestože mi v tu dobu byly pouze tři roky! S velkými emocemi jsem nyní vstoupila do této místnosti!... postel ...postel je stále stejná, na stejném místě, se stejnými nebesy; je tam stejné povlečení, stejné polštáře... všechno tak stejně zůstalo... běda ...

Zahrada zde je nádherná; ukázali mi lesík pomerančovníků, zasazených stejný rok co zemřel otec, na jeho žádost, a strom, který můj otce sám zasadil... Hluboký smutek mě zasáhnul, když jsem rozjímala nad těmi stromy, které otce přežily a které pravděpodobně přežijí všechny z nás. Je to ukázka křehkosti živých bytostí. Člověk je nejkřehčí ze všech bytostí, umírá, zatímco věci které byly původně vytvořeny pro jeho pohodlí, přežívají staletí! ...Ale odbočuji do svých melancholických úvah ... - Marie Amálie."

## Vývod z předků
|                          |                                              |  |                             |                                                            |  |  |  |  |  |  |  | Jan V. Portugalský |
|                          |                                              |  |                             |                                                            |  |  |  |  |  |  |  |                    |
|                          | Petr III. Portugalský                        |  |                             |                                                            |  |  |  |  |  |  |  |                    |
|                          |                                              |  |                             |                                                            |  |  |  |  |  |  |  |                    |
|                          |                                              |  |                             | Marie Anna Josefa Habsburská                               |  |  |  |  |  |  |  |                    |
|                          |                                              |  |                             |                                                            |  |  |  |  |  |  |  |                    |
|                          | Jan VI. Portugalský                          |  |                             |                                                            |  |  |  |  |  |  |  |                    |
|                          |                                              |  |                             |                                                            |  |  |  |  |  |  |  |                    |
|                          |                                              |  |                             | Josef I. Portugalský                                       |  |  |  |  |  |  |  |                    |
|                          |                                              |  |                             |                                                            |  |  |  |  |  |  |  |                    |
|                          | Marie I. Portugalská                         |  |                             |                                                            |  |  |  |  |  |  |  |                    |
|                          |                                              |  |                             |                                                            |  |  |  |  |  |  |  |                    |
|                          |                                              |  |                             | Mariana Viktorie Španělská                                 |  |  |  |  |  |  |  |                    |
|                          |                                              |  |                             |                                                            |  |  |  |  |  |  |  |                    |
|                          | Petr I. Brazilský                            |  |                             |                                                            |  |  |  |  |  |  |  |                    |
|                          |                                              |  |                             |                                                            |  |  |  |  |  |  |  |                    |
|                          |                                              |  |                             | Karel III. Španělský                                       |  |  |  |  |  |  |  |                    |
|                          |                                              |  |                             |                                                            |  |  |  |  |  |  |  |                    |
|                          | Karel IV. Španělský                          |  |                             |                                                            |  |  |  |  |  |  |  |                    |
|                          |                                              |  |                             |                                                            |  |  |  |  |  |  |  |                    |
|                          |                                              |  |                             | Marie Amálie Saská                                         |  |  |  |  |  |  |  |                    |
|                          |                                              |  |                             |                                                            |  |  |  |  |  |  |  |                    |
|                          | Šarlota Španělská                            |  |                             |                                                            |  |  |  |  |  |  |  |                    |
|                          |                                              |  |                             |                                                            |  |  |  |  |  |  |  |                    |
|                          |                                              |  |                             | Filip Parmský                                              |  |  |  |  |  |  |  |                    |
|                          |                                              |  |                             |                                                            |  |  |  |  |  |  |  |                    |
|                          | Marie Luisa Parmská                          |  |                             |                                                            |  |  |  |  |  |  |  |                    |
|                          |                                              |  |                             |                                                            |  |  |  |  |  |  |  |                    |
|                          |                                              |  |                             | Luisa Alžběta Francouzská                                  |  |  |  |  |  |  |  |                    |
|                          |                                              |  |                             |                                                            |  |  |  |  |  |  |  |                    |
| 'Marie Amálie Brazilská' |                                              |  |                             |                                                            |  |  |  |  |  |  |  |                    |
|                          |                                              |  |                             |                                                            |  |  |  |  |  |  |  |                    |
|                          |                                              |  | František V. de Beauharnais |                                                            |  |  |  |  |  |  |  |                    |
|                          |                                              |  |                             |                                                            |  |  |  |  |  |  |  |                    |
|                          | Alexandre de Beauharnais                     |  |                             |                                                            |  |  |  |  |  |  |  |                    |
|                          |                                              |  |                             |                                                            |  |  |  |  |  |  |  |                    |
|                          |                                              |  |                             | Marie Anna de Pyvart de Chastullé                          |  |  |  |  |  |  |  |                    |
|                          |                                              |  |                             |                                                            |  |  |  |  |  |  |  |                    |
|                          | Evžen de Beauharnais                         |  |                             |                                                            |  |  |  |  |  |  |  |                    |
|                          |                                              |  |                             |                                                            |  |  |  |  |  |  |  |                    |
|                          |                                              |  |                             | Joseph-Gaspard Tascher de la Pagerie                       |  |  |  |  |  |  |  |                    |
|                          |                                              |  |                             |                                                            |  |  |  |  |  |  |  |                    |
|                          | Joséphine de Beauharnais                     |  |                             |                                                            |  |  |  |  |  |  |  |                    |
|                          |                                              |  |                             |                                                            |  |  |  |  |  |  |  |                    |
|                          |                                              |  |                             | Rose-Claire des Vergers de Sannois                         |  |  |  |  |  |  |  |                    |
|                          |                                              |  |                             |                                                            |  |  |  |  |  |  |  |                    |
|                          | Amélie de Beauharnais                        |  |                             |                                                            |  |  |  |  |  |  |  |                    |
|                          |                                              |  |                             |                                                            |  |  |  |  |  |  |  |                    |
|                          |                                              |  |                             | Fridrich Michal Falcko-Zweibrückenský                      |  |  |  |  |  |  |  |                    |
|                          |                                              |  |                             |                                                            |  |  |  |  |  |  |  |                    |
|                          | Maxmilián I. Josef Bavorský                  |  |                             |                                                            |  |  |  |  |  |  |  |                    |
|                          |                                              |  |                             |                                                            |  |  |  |  |  |  |  |                    |
|                          |                                              |  |                             | Marie Františka Falcko-Sulzbašská                          |  |  |  |  |  |  |  |                    |
|                          |                                              |  |                             |                                                            |  |  |  |  |  |  |  |                    |
|                          | Augusta Bavorská                             |  |                             |                                                            |  |  |  |  |  |  |  |                    |
|                          |                                              |  |                             |                                                            |  |  |  |  |  |  |  |                    |
|                          |                                              |  |                             | Jiří Vilém Hesensko-Darmstadtský                           |  |  |  |  |  |  |  |                    |
|                          |                                              |  |                             |                                                            |  |  |  |  |  |  |  |                    |
|                          | Augusta Vilemína Marie Hesensko-Darmstadtská |  |                             |                                                            |  |  |  |  |  |  |  |                    |
|                          |                                              |  |                             |                                                            |  |  |  |  |  |  |  |                    |
|                          |                                              |  |                             | Marie Luisa Albertina Leiningensko-Falkenbursko-Dagsburská |  |  |  |  |  |  |  |                    |
|                          |                                              |  |                             |                                                            |  |  |  |  |  |  |  |                    |